# Sven-Åke Draxten
Sven-Åke Bersvend Draxten, född Andersson 31 oktober 1953 i Hällesjö församling i Jämtlands län, är en svensk politiker (socialdemokrat). Han var kommunalråd tillika kommunstyrelsens ordförande i Bräcke kommun i Jämtlands län från 2008 till 2018.
Draxten är bosatt i Kälarne och har tidigare varit föreståndare på ortens Folkets Hus samt sågverksarbetare vid Kälarnesågen. Han påbörjade sin politiska karriär 1989 och utsågs till Erik Magnussons efterträdare som kommunalråd i Bräcke kommun 2008 och tillträdde den 1 juli samma år. Efternamnet kommer från moderns familjenamn Dragsten, en by vid Selbusjøen i norska Trøndelag. Draxten är även jaktskytt och vann SM i sin åldersklass 2007.